# 张蒿
张蒿，陕西绥德人，是一名清朝政治人物。
张蒿曾于1773年接替周鸿勋任福建永安县知县一职，1775由齐永龄接任。